# Pristomerus mexicanus
Pristomerus mexicanus är en stekelart som beskrevs av Cresson 1874. Pristomerus mexicanus ingår i släktet Pristomerus och familjen brokparasitsteklar. Inga underarter finns listade i Catalogue of Life.